# V (cântăreț)
Kim Tae-hyung (în coreeană: 김태형; născut la 30 decembrie 1995), cunoscut și drept V, este un cântăreț sud-coreean și membru al trupei de băieți BTS.
V a lansat trei piese solo sub egida formației sale: Stigma în 2016, Singularity în 2018 și Inner Child în 2020, toate acestea fiind listate în clasamentul Gaon Digital Chart din Coreea de Sud. În 2019, V a lansat prima sa piesă independentă, compusă de el însuși, Scenery. De asemenea, a luat parte la crearea coloanei sonore din filmul Hwarang: The Poet Warrior Youth (2016) alături de colegul de trupă, Jin.

## Copilărie
Kim Tae-hyung s-a născut pe 30 decembrie 1995, în districtul Seo din Daegu, și a crescut în districtul Geochang. Este cel mai mare din trei copii, având un frate și o soră mai mici. V a aspirat pentru prima dată să devină cântăreț profesionist în școala primară. Cu sprijinul tatălui său, a început să ia lecții de saxofon la începutul școlii gimnaziale, ca mijloc de a urma această carieră. V a devenit, în cele din urmă, stagiar pentru Big Hit Entertainment, după ce a trecut o audiție în Daegu.
După ce a absolvit Liceul de Arte Coreene în 2014, V s-a înscris la Global Cyber University - a absolvit în august 2020 cu o specializare în Radiodifuziune și Divertisment. Începând cu 2021, este înscris la Hanyang Cyber University, urmând un MBA în Publicitate și Media.

## Carieră
Înainte de debut, V a fost „membrul secret” al trupei BTS. Fanii nu știau de existența sa, deoarece agenția a dorit să îl păstreze ca surpriză. El a declarat că acest concept l-a făcut să se simtă neliniștit și singur, deoarece credea că ar putea fi eliminat din echipă.

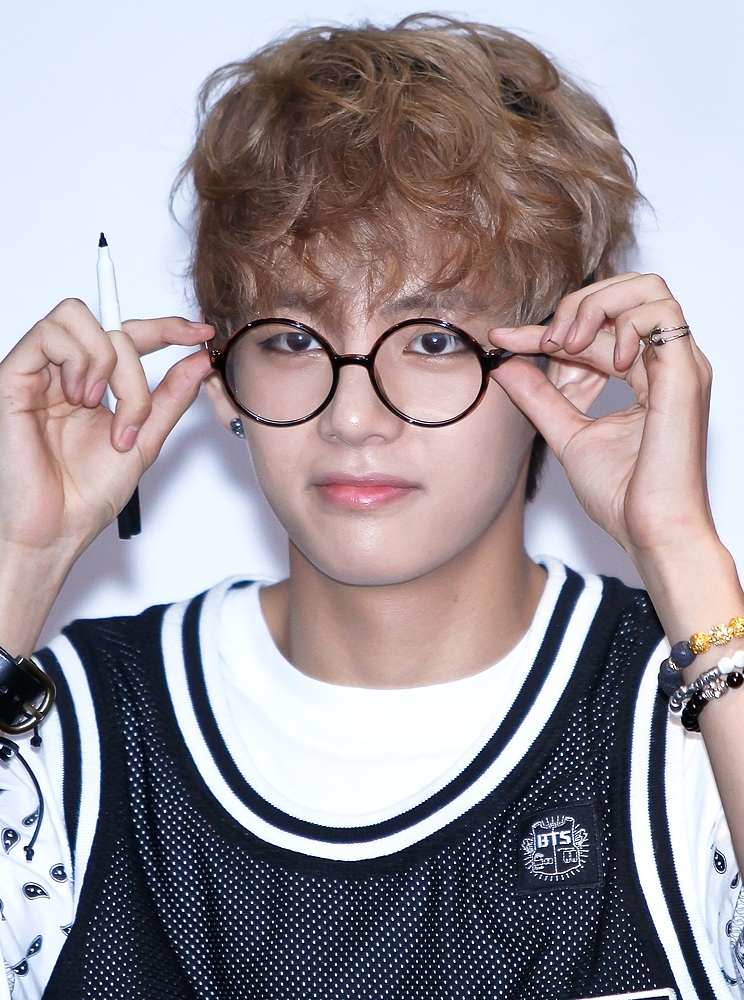
Kim Tae-hyung în 2013

Pe 13 iunie 2013, și-a făcut debutul ca membru al trupei BTS în cadrul emisiunii M Countdown de pe Mnet cu piesa No More Dream de pe albumul lor de debut, 2 Cool 4 Skool. A fost creditat pentru prima dată pentru compoziția muzicală în The Most Beautiful Moment in Life, Part 1, când a scris și coprodus piesa Hold Me Tight. A contribuit, de asemenea, la scrierea versurilor pentru piesa Fun Boyz, compusă în colaborare cu colegul de trupă, Suga. Pentru piesa Run, melodia lui V a fost folosită cu versurile originale ale lui Jungkook pentru următorul album, The Most Beautiful Moment in Life, Part 2. În plus, a contribuit la compoziția muzicală și la versurile unei melodii solo numită Stigma de pe albumul Wings. V a mai lansat, neoficial, un cover al piesei Hug Me împreună cu colegul de trupă J-Hope, precum și un cover al piesei Someone Like You de Adele.
Pe 24 octombrie 2018, V a devenit unul dintre cei mai tineri laureați ai prestigioasei medalii Hwagwan Order of Cultural Merit, care i-a fost acordată de președintele Coreei de Sud. El și ceilalți membri ai trupei BTS au fost onorați pentru rolul lor în răspândirea culturii coreene.
V, împreună cu colegul de trupă J-Hope, a colaborat cu cântăreața suedeză Zara Larsson la piesa A Brand New Day pentru albumul coloanei sonore a jocului lor mobil BTS World. A fost lansat pe 14 iunie 2019 și a debutat pe primul loc în topul World Digital Song Sales. Opt luni mai târziu, V a colaborat cu colegul de trupă Jimin pentru piesa Friends și a participat, de asemenea, la compunerea și scrierea piesei sale solo, Inner Child de pe albumul lor Map of the Soul: 7.

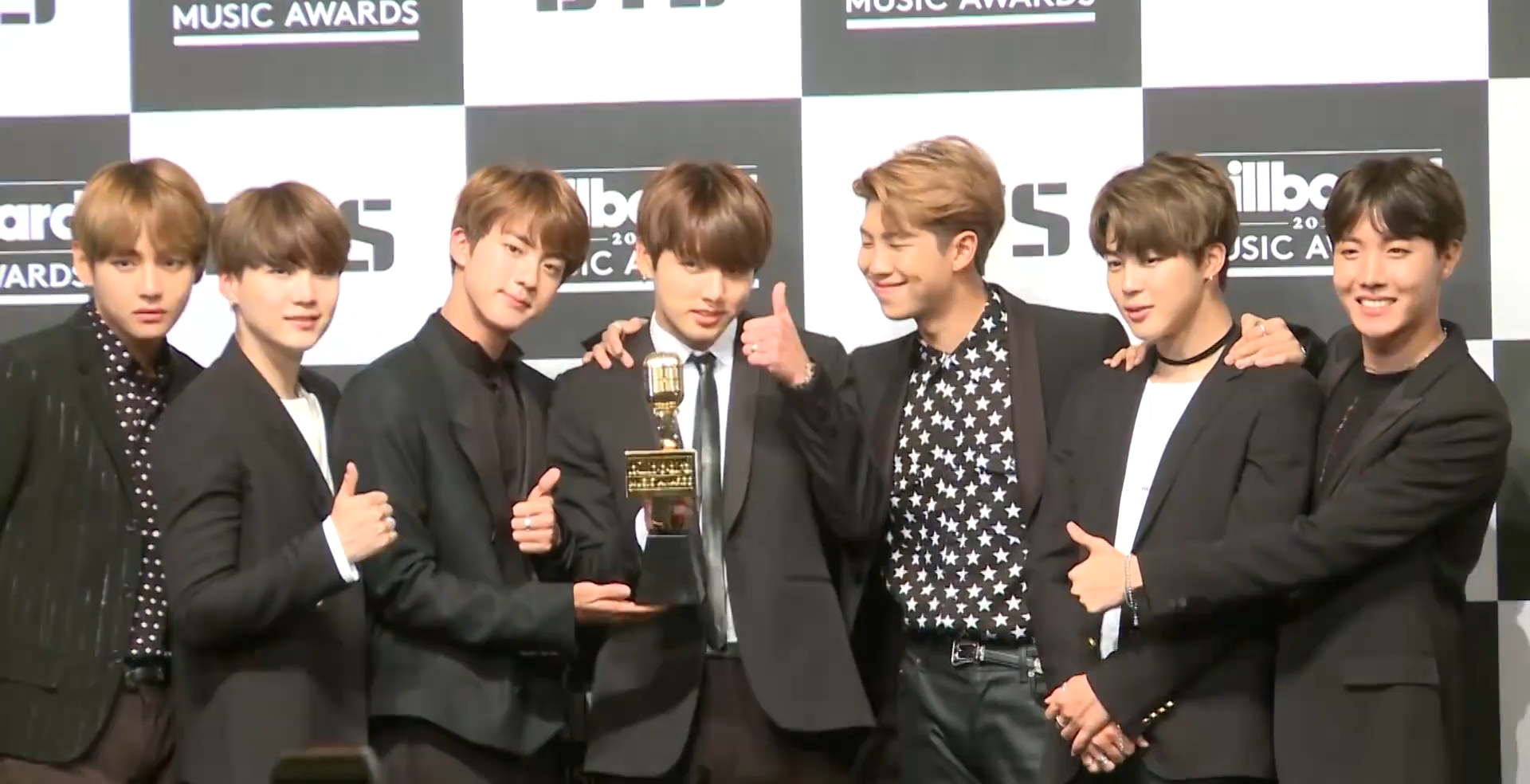
Kim Tae-hyung (primul din stânga) ca membru BTS, Premiile Muzicale Billboard 2017

În 2016, V și-a făcut debutul în actorie cu un rol secundar în drama istorică Hwarang: The Poet Warrior Youth de pe KBS2. De asemenea, a colaborat cu colegul de trupă Jin la duetul It's Definitely You pentru coloana sonoră a serialului. Pentru a sărbători cea de-a patra aniversare a trupei BTS, V a lansat piesa 4 O'Clock pe 8 iunie 2017, un cântec pe care l-a coprodus împreună cu colegul de trupă RM.
V a lansat prima sa piesă independentă, Scenery, pe 30 ianuarie 2019, prin intermediul paginii de SoundCloud a BTS. Balada a fost scrisă și compusă de V - el a fotografiat și ilustrația copertei - și produsă de Big Hit Docskim, cu contribuții suplimentare din partea lui Pdogg și Hiss Noise. A doborât recordurile SoundCloud pentru că a ajuns la 100 de milioane de stream-uri în paisprezece zile. Pe parcursul celor două săptămâni care au urmat lansării, Scenery a depășit recordul zilnic de streaming de nouă ori. Șapte luni mai târziu, a lansat a doua sa melodie solo. Aceasta a fost, de asemenea, prima sa lucrare în întregime în limba engleză. Winter Bear a fost însoțită de un videoclip regizat de el însuși prin intermediul canalului YouTube al BTS, pe 9 august. V a coprodus piesa împreună cu RM, Hiss Noise și Adora, și a fotografiat coperta, sub pseudonimul său, Vante.

## Discografie

### Albume ca membru BTS
| Albume de studio în coreeană - Dark & Wild (2014) - Wings (2016) - Love Yourself: Tear (2018) - Map of the Soul: 7 (2020) - Be (2020) | Albume de studio în japoneză - Wake Up (2014) - Youth (2016) - Face Yourself (2018) - Map of the Soul: 7 – The Journey (2020) |

### Solo
| An   | Album               | Titlu                      |
| ---- | ------------------- | -------------------------- |
| 2016 | Wings               | Stigma                     |
| 2017 |                     | 4 o'clock (alături de RM)  |
| 2018 | Love yourself: Tear | Intro : Singularity        |
| 2019 |                     | Scenery                    |
| 2019 | Winter Bear         |                            |
| 2020 | Map of the Soul : 7 | Friends (alături de Jimin) |
| 2020 | Map of the Soul : 7 | Inner Child                |